# Carlos Trasante
Carlos Trasante, vollständiger Name: José Carlos Trasante Martínez, (* 7. September 1953 in Progreso; † 2. Oktober 2024) war ein uruguayischer Fußballspieler und Trainer.

## Spielerlaufbahn

### Verein
Der 1,80 Meter große Defensivakteur Trasante spielte zunächst in Montevideo für Racing, wo er im Jahre 1970 debütierte. 1974 führte ihn sein Weg nach Spanien. Dort waren drei Saisons beim spanischen Zweitligisten Rayo Vallecano für ihn verzeichnet. Mit dem Klub stieg er am Ende dieser Karrierephase in die Primera División auf. In den beiden nachfolgenden Spielzeiten stand er bei Deportivo Xerez in der Segunda B unter Vertrag. 1979 wechselte er zum FC Algeciras, der ebenfalls in der Segunda División antrat. In seiner ersten Saison für den nahe Gibraltar angesiedelten Verein absolvierte er 36 Einsätze und erzielte einen Treffer. Es schlossen sich zwei weitere Spielzeiten in Algeciras an. Danach stand für ihn eine Phase bei Almansa zu Buche. Ab der Saison 1982/83 bis einschließlich der Spielrunde 1987/88 gehörte er dann dem Kader des Zweitligisten FC Cartagena an. Bevor er zu diesem Verein ging, hatte er 1982 ein vorliegendes Angebot seines vormaligen Klubs Xerez ausgeschlagen. Für den FC Cartagena, in dessen Reihen er zum besten iberoamerikanischen Spieler der Zweiten Liga gewählt wurde, werden 181 Spiele und sechs erzielte Tore für Trasante geführt. Im Anschluss beendete er seine Spieler-Karriere, in der er bei allen seinen Vereinen auch als Mannschaftskapitän wirkte.

### Nationalmannschaft
Trasante gehörte der uruguayischen Junioren-Nationalmannschaft an, die 1971 an der Junioren-Südamerikameisterschaft in Paraguay teilnahm und den zweiten Platz belegte. Im Verlaufe des Turniers wurde er von Trainer Rodolfo Zamora fünfmal (kein Tor) eingesetzt.

### Erfolge
- Junioren-Vize-Südamerikameister 1971

## Trainertätigkeit
Nach seiner aktiven Karriere wirkte Trasante unter anderem in Peru (ab 1993 bei Manucci in der Primera División) sowie in Spanien beispielsweise bei den niederklassigen Vereinen Cartagonova, Serrallo, Relesa Las Palas, FC Cartagena und Mazarrón CF als Trainer. In der Spielzeit 2007/08 trainierte er den Drittligisten Relesa Las Palas. 2010 leitete er das Training beim FC Pinatar in der Preferente.

## Privates
Trasante war verheiratet, hatte zwei Kinder und eine Enkelin.